# Лайон, Алекс
Алекс Лайон (англ. Alex Lyon; род. 9 декабря 1992, Бодетт) — американский хоккеист, вратарь клуба «Баффало Сейбрз».

## Игровая карьера
Лайон начал свою карьеру в 2011 году в Хоккейной лиге США (USHL). Играл в течение двух сезонов в команде «Омаха Лансерс», и сыграл одну игру за «Сидар-Рапидс Рафрайдерс».
С 2013 по 2016 год учился в Йельском университете. Он провёл три сезона за «Йель Булдогс» в чемпионате NCAA.
В 2016 году начал играть за фарм-клуб «Филадельфии Флайерз» «Лихай Вэлли Фантомс». Лайон провёл свой первый матч в НХЛ 1 февраля 2018 года, проиграв «Нью-Джерси Девилз» со счётом 4:3. 18 февраля 2018 года в матче против «Нью-Йорк Рейнджерс» Лайон одержал свою первую победу в НХЛ со счётом 7:4, заменив травмированного Михала Нойвирта во втором периоде. Лайон отразил 25 из 26 бросков.
30 июля 2021 года в качестве свободного агента подписал однолетний двусторонний контракт с «Каролина Харрикейнз». Большую часть сезона играл в фарм-клубе Харрикейнз «Чикаго Вулвз», с которым выиграл Кубок Колдера.
13 июля 2022 года Лайон подписал двусторонний контракт свободного агента с «Флорида Пантерз». В составе «Пантерз» Лайон провёл 15 игр регулярного чемпионата и 4 игры плей-офф (в т.ч. 1 игру финальной серии против «Вегас Голден Найтс»).
1 июля 2023 года Лайон в качестве свободного агента подписал двухлетний контракт на сумму 1,8 млн долларов с «Детройт Ред Уингз».

## Достижения
Клубные
- Гарри (Хэп) Холмс Мемориал Эворд : 2021–22;
- Обладатель Кубка Колдера : 2022;

Международные
- Бронзовый призёр чемпионата мира : 2015;